# Christoph Sramek
Christoph Sramek (* 6. September 1950 in Chemnitz) ist ein deutscher Musikhistoriker und -kritiker.

## Leben
Sramek legte sein Abitur 1969 in Burgstädt ab. Zudem erlangte er einen Facharbeiterabschluss als Maurer.
Von 1969 bis 1973 studierte er Musikpädagogik und Germanistik an der Universität Leipzig. Zu seinen Lehrern gehörten Richard Petzoldt und Werner Wolf in Musikgeschichte, Hansgeorg Mühe in Musiktheorie und Werner Buschnakowski in Klavier. Seine Diplomarbeit bei Gerd Schönfelder als Fachlehrer behandelt das Thema Möglichkeiten aleatorischer musikalischer Gestaltungsweisen für das Musiktheater – untersucht an Fritz Geißlers „Zerbrochenem Krug“. Von 1973 bis 1976 war er Lehrer an der Polytechnischen Oberschule in Burgstädt. Außerdem unterrichtete er Stenografie an der Erweiterten Oberschule.
Von 1976 bis 1979 war er Aspirant für Musikwissenschaft an der Universität Leipzig. Im Jahr 1980 wurde er bei Udo Klement mit der Dissertation Studien zur Klangfarbe – unter Einbeziehung von Beispielen aus der Orchestermusik der DDR in den siebziger Jahren zum Dr. phil. promoviert. Von 1980 bis 1988 arbeitete er als Assistent in der Forschungsgruppe Instrumentalmusik der DDR und war zeitweise Leiter der Studienabteilung der Sektion Kultur- und Kunstwissenschaften. Er begann die Habilitationsarbeit Beziehungen zur Harmonik – ausgehend von Orchestermusikwerken Sachsens in den 1980er Jahren, die er jedoch nicht beendete. 1988 erhielt er die Lehrbefähigung. Von 1988 bis 1989 studierte er zusätzlich an der Karls-Universität Prag. Sramek lehrte von 1978 bis 1997 am Institut für Musikwissenschaft der Universität Leipzig.
Von 1994 bis 2015 war er im Lehrauftrag tätig. Von 2000 bis 2003 war er zweimal Vertretungsprofessor. Im Jahr 2001 wurde er zum Honorarprofessor für Musikgeschichte am Institut für Musikwissenschaft der Hochschule für Musik und Theater „Felix Mendelssohn Bartholdy“ Leipzig ernannt.
Er arbeitete als freiberuflicher Mitarbeiter für den Mitteldeutschen Rundfunk. Außerdem wirkte er als Musikkritiker für Musikzeitschriften wie Musik und Kirche, Neue Zeitschrift für Musik, Üben und Musizieren, Das Orchester sowie die Freie Presse. Er verfasste mehrere CD-Booklets im Bereich der Neuen Musik und veröffentlichte Komponistenporträts für den Musikverlag Breitkopf & Härtel. Sramek gehört zum Künstlerischen Beirat des Chemnitzer Musikvereins e. V. und wirkt dort zugleich als Verantwortlicher für Öffentlichkeitsarbeit.

## Schriften (Auswahl)
- Studien zur Klangfarbe – unter Einbeziehung von Beispielen aus der Orchestermusik der DDR in den siebziger Jahren. 2 Bände, Leipzig 1980. (= zugleich Dissertation, Universität Leipzig 1980)
- mit Allmuth Behrendt: Prof. Dr. Johannes Forner: „Durchdachte Poesien“ – die späten Klavierzyklen von Brahms. Abschiedsvorlesung am Freitag, dem 25. Januar 2002, Hochschule für Musik und Theater „Felix Mendelssohn Bartholdy“ Leipzig, Hauptgebäude, Kammermusiksaal. Hochschule für Musik und Theater, Leipzig 2002.
- die töne haben mich geblendet. Festschrift zum 60. Geburtstag des Dresdner Komponisten Jörg Herchet. Kamprad, Altenburg 2003, ISBN 3-930550-28-8.
- Musik mit Klangsinnlichkeit und konstruktivem Kalkül. Eine Dokumentation anlässlich des 70. Geburtstages von Siegfried Thiele. Künstlerisches Betriebsbüro der Hochschule für Musik und Theater, Leipzig 2004.
- Dokumentation zum Leben und Schaffen des Leipziger Musikwissenschaftlers, Hochschullehrers und Musikkritikers Prof. Dr. sc. Werner Wolf anläßlich seines 80. Geburtstags am 15. März 2005. Leipzig 2005.
- Thomas Buchholz. Skizzenblätter zu Leben und Werk des halleschen Komponisten. Verlag Neue Musik, Berlin 2011, ISBN 978-3-7333-0809-4.
- (Hg.): „Im Lichtstrom versunken nun sonnenhaft“: Dokumente zum Schaffen des Dresdner Komponisten Jörg Herchet. Kamprad, Altenburg 2013, ISBN 978-3-930550-75-3.
- mit Wolfgang Orf: „Töne befragen – ihr Sosein erkunden“. Siegfried Thiele Werkeverzeichnis (ThWV): eine Dokumentation zu Leben und Schaffen des Leipziger Komponisten. Kamprad, Altenburg 2017, ISBN 978-3-95755-613-4.
- (Hg.): „im teil ist das ganze verborgen“. Dokumente zum Werk des Komponisten Jörg Herchet und seines Textautors Jörg Milbradt. Jörg Milbradt zum 75. Geburtstag gewidmet. Kamprad, Altenburg 2018, ISBN 978-3-95755-623-3.
- „Aber das Wehende höre“. Wolfgang Stendel. Werkverzeichnis. Eine Dokumentation zu Leben und Schaffen des Komponisten. Kamprad, Altenburg 2020. ISBN 978-3-95755-651-6.
- „Ende ist Anfang“. Reinhard Pfundt. Werkeverzeichnis, Dokumente, Schriften. Kamprad. Altenburg 2021. ISBN 978-3-95755-661-5.